# 魏豹 (後趙)
魏豹，字叔虎，五胡十六国后赵范阳（今河北省涿州市）人。
魏豹担任中山郡（今河北省定州市）太守，所在有治绩。他宠爱的妾室先其而死，魏豹将她安葬在廪丘（今山东省郓城县西北）之南。魏豹感到冥冥之中妾室给他说话，第二天他也死去了。